# Beppe Fenoglio
Giuseppe Fenoglio, detto Beppe (Alba, 1º marzo 1922 – Torino, 18 febbraio 1963) è stato un partigiano, scrittore e traduttore italiano.
Le sue opere presentano due direttrici principali: il mondo rurale delle Langhe e il movimento di resistenza italiana, entrambi ampiamente ispirati dalle proprie esperienze personali; allo stesso modo, Fenoglio si espresse in due stili: la cronaca e l'epos.
Fenoglio venne arruolato nel 1943; prima che completasse la scuola per ufficiali, l'Italia si arrese agli Alleati e la Germania nazista occupò la maggior parte del paese. Il suo reparto di addestramento si disperse e Fenoglio dovette affrontare un viaggio avventuroso per far ritorno a casa. A Roma trascorse alcuni mesi nascosto prima di unirsi ai partigiani nel gennaio 1944. Dopo aver combattuto fino alla fine della guerra si occupò di tradurre numerosi libri dall'inglese e scrisse le opere per cui è maggiormente noto, mentre lavorava come impiegato per un'azienda vicino ad Alba.
Il suo romanzo più noto e da molti considerato il migliore, Il partigiano Johnny, venne pubblicato postumo per la prima volta nel 1968. Morì a Torino, a soli 40 anni, di cancro ai bronchi.

## Biografia

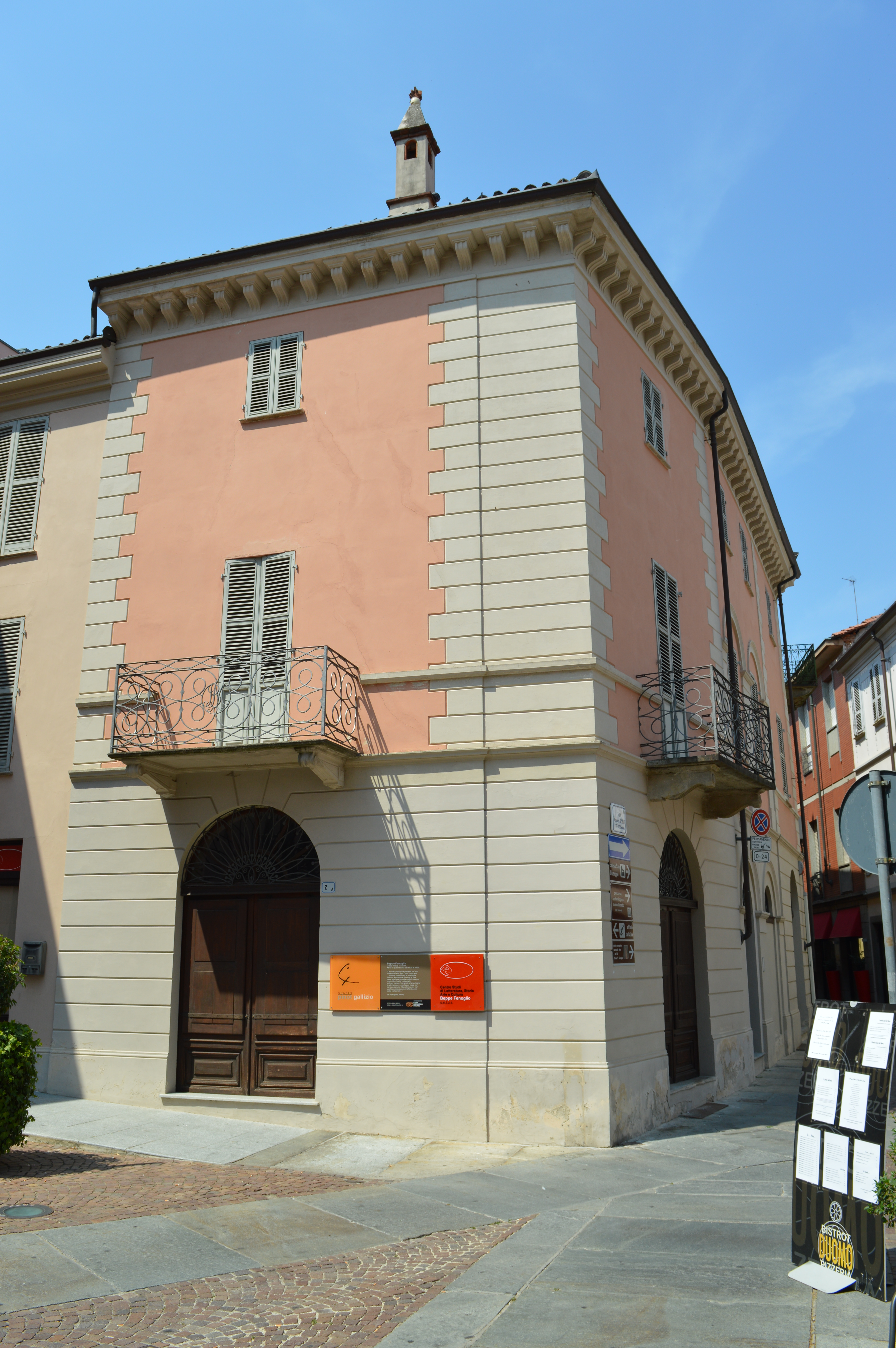
Casa di Beppe Fenoglio ad Alba, sita nei pressi del duomo

### I primi anni
Primogenito di tre figli, Beppe nacque ad Alba nelle Langhe il 1º marzo 1922 da Amilcare, garzone di macellaio di orientamento politico socialista e seguace di Filippo Turati, e da Margherita Faccenda, donna di forte carattere. Nel 1928 il padre riuscì a mettersi in proprio, acquistando una macelleria in piazza del Duomo che gli fornì buoni proventi. Dopo Beppe nacquero Walter (1923-2007), futuro dirigente  FIAT a Ginevra e a Parigi e futuro direttore commerciale  di FIAT Auto, e Marisa (1933-2021).
Da bambino, Beppe frequentò la scuola elementare "Michele Coppino" di Alba e si dimostrò un bambino intelligente e riflessivo, affetto da lieve balbuzie. Terminate le scuole elementari, la madre, su consiglio del maestro e malgrado le persistenti ristrettezze della famiglia, iscrisse il figlio al Liceo Ginnasio "Govone" di Alba.
Alunno modello e appassionato della lingua inglese, fu lettore vorace e iniziò anche alcune traduzioni, che dovevano rivelarsi le prime di una lunga serie. Da allora il suo mondo culturale ideale saranno l'Inghilterra elisabettiana e quella rivoluzionaria. Al liceo ebbe come insegnanti professori illustri e per lui indimenticabili, come Leonardo Cocito - insegnante di lingua italiana, comunista, che aderì tra i primi alla Resistenza come partigiano, tra le file di Giustizia e Libertà (nonostante la sua ideologia politica), poi nei badogliani, e che fu infine impiccato dai tedeschi il 7 settembre 1944 - e Pietro Chiodi, docente di storia e filosofia, grande studioso di Søren Kierkegaard e di Martin Heidegger; anche lui sarà in seguito partigiano, compagno di Cocito stesso, ma sarà deportato in un campo di concentramento tedesco, sopravvivendo alla guerra. Entrambi furono di ispirazione per la maturazione della coscienza antifascista di Fenoglio.
Nel 1940 si iscrisse alla facoltà di Lettere dell'Università degli Studi di Torino, che frequentò fino al 1943, quando fu richiamato alle armi e indirizzato prima a Ceva (Cuneo) e poi a Pietralata (Roma), al corso di addestramento per allievi ufficiali.

### La vita partigiana
(Il partigiano Johnny, capitolo I)
Dopo lo sbandamento seguito all'8 settembre 1943, Fenoglio nel gennaio del 1944 si unì alle prime formazioni partigiane. In un primo momento si aggregò ai "rossi" delle Brigate Garibaldi, ma presto passò con gli "autonomi" o "badogliani" del 1º Gruppo Divisioni Alpine comandata dal maggiore Enrico Martini "Mauri" e della sua 2ª Divisione Langhe, brigata Belbo, comandata dal marò Piero Balbo "Poli" (Nord nel Partigiano Johnny) ed operante nelle Langhe, tra Mango, Murazzano e Mombarcaro.

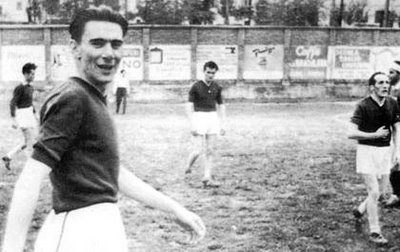
Il giovane Fenoglio durante una partita di calcio con amici, intorno al 1945

Partecipò, assieme al fratello Walter, che aveva disertato dalla RSI dove si era arruolato inizialmente per evitare ritorsioni alla famiglia (dopo che il padre venne sequestrato per indurre Beppe a presentarsi, fu la reazione dei giovani di Alba e l'intercessione di monsignor Grassi a farlo liberare), allo sfortunato combattimento di Carrù e alla straordinaria ma breve esperienza della Repubblica partigiana di Alba, indipendente tra il 10 ottobre e il 2 novembre 1944.
Grazie alla conoscenza dell'inglese, svolse il ruolo di interprete e ufficiale di collegamento, tra il gennaio e l'aprile 1945, tra le forze armate angloamericane e il gruppo partigiano di Mauri e Balbo.
Dall'esperienza di partigiano azzurro nasceranno i romanzi Primavera di bellezza, Una questione privata, Il partigiano Johnny  e i racconti de I ventitré giorni della città di Alba.

### Il dopoguerra
Alla fine della guerra, Fenoglio riprese per un breve tempo gli studi universitari prima di decidere, con grande rammarico dei genitori, di dedicarsi interamente all'attività letteraria. Al referendum istituzionale del 1946 vota per la monarchia. Nel maggio del 1947, grazie alla sua ottima conoscenza della lingua inglese, fu assunto come corrispondente estero di una casa vinicola di Alba. Il lavoro, poco impegnativo, gli permise di contribuire alle spese della famiglia e di dedicarsi alla scrittura. Viaggiò poco, al massimo in Francia per lavoro, e non andrà mai a visitare l'amata Inghilterra. Si adattò con molta difficoltà alla ripresa della vita quotidiana e famigliare.
Nel 1949 comparve il suo primo racconto, intitolato Il trucco e firmato con lo pseudonimo di Giovanni Federico Biamonti, su Pesci rossi, il bollettino editoriale di Bompiani. Nello stesso anno presentò a Einaudi i Racconti della guerra civile e La paga del sabato, romanzo che ottenne un giudizio molto favorevole da Italo Calvino. Nel 1950 conobbe a Torino Elio Vittorini, che stava preparando per Einaudi la nuova collana "Gettoni", ideata per accogliere i nuovi scrittori; nella stessa occasione Fenoglio conobbe di persona Calvino (con il quale aveva intrattenuto fino a quel momento solamente una cordiale corrispondenza) e Natalia Ginzburg.
Incoraggiato da Vittorini, riprese La paga del sabato e ne attuò una nuova stesura, ma a settembre abbandonò definitivamente il romanzo per organizzare una raccolta di dodici racconti, alcuni dei quali già inclusi nei Racconti della guerra civile. Nel 1952 la raccolta di racconti uscì, nella collana "Gettoni", con il titolo I ventitré giorni della città di Alba. L'anno seguente Fenoglio completò il romanzo breve La malora, pubblicato ad agosto 1954.
Seguì un'intensa attività come traduttore dall'inglese: nel 1955 uscì sulla rivista Itinerari la traduzione de La ballata del vecchio marinaio di Samuel Taylor Coleridge. Iniziò intanto un grosso romanzo sugli anni 1943-1945, che presentò in lettura all'editore Garzanti nell'estate del 1958. Nell'aprile del 1959 uscì, nella collana "Romanzi Moderni Garzanti", Primavera di bellezza; firmò con Livio Garzanti un contratto quinquennale sui suoi inediti. Nello stesso anno ricevette il premio "Prato" e iniziò a scrivere un nuovo romanzo di argomento partigiano.
Nel 1961, stimolato da Calvino a raccogliere i suoi nuovi racconti per presentarli al premio internazionale "Formentor", si mise a lavorare alla raccolta Racconti del parentado; alla firma del contratto con Einaudi, tuttavia, accettò il titolo di Un giorno di fuoco. La pubblicazione fu però sospesa: Garzanti rivendicava i diritti e le due case editrici non riuscirono a raggiungere un compromesso. Iniziò così a scrivere Epigrammi e una nuova serie di racconti, oltre alla collaborazione a una sceneggiatura cinematografica di tema contadino.

### La vita privata
Nel 1960 si sposò civilmente (durante la vita si dichiarò agnostico, sebbene amasse leggere la Bibbia di re Giacomo) con Luciana Bombardi, che conosceva già dall'immediato dopoguerra. Nonostante le pressioni per un rito in chiesa, Fenoglio insistette per una cerimonia solamente civile e la sua decisione fece scandalo. Il sindaco si rifiutò di officiare il matrimonio e delegò al suo posto l'assessore Giulio Cesare Pasquero. Venne organizzata addirittura una manifestazione ostile nei loro confronti, ma la madre di Beppe riuscì a scongiurarla, ricorrendo al vescovo di Alba, monsignor Carlo Stoppa. I coniugi Fenoglio compirono il viaggio di nozze a Ginevra.
 La moglie gli sopravvisse per quasi 50 anni, morendo nel 2012 ad Alba. La figlia Margherita nacque il 9 gennaio 1961; per l'occasione, Fenoglio scrisse due brevi racconti, La favola del nonno e Il bambino che rubò uno scudo.

### La malattia e la morte
(dal "Diario", estate 1954)

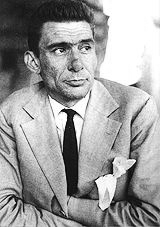
Beppe Fenoglio

Nell'inverno tra il 1959 e il 1960, in seguito a un esame medico, gli venne accertata un'infezione alle vie aeree, con complicazioni dovute alla forma di asma bronchiale che lo affliggeva ormai da anni che era degenerata in pleurite, a causa dell'eccessivo vizio del fumo (secondo la sorella minore Marisa, fumava anche sessanta sigarette al giorno, specie quando scriveva, motivo di litigio con la madre), poi un problema alle coronarie.
Nel 1962, mentre si trovava in Versilia per ritirare il premio "Alpi Apuane" conferitogli per il racconto Ma il mio amore è Paco, venne colpito da un attacco di emottisi. Rientrato precipitosamente a Bra, a una visita medica gli venne diagnosticata una forma di tubercolosi con complicazioni respiratorie.
Si trasferì per un breve periodo (settembre e ottobre) a Bossolasco, a 757 metri d'altitudine, dove trascorse il tempo leggendo, scrivendo e ricevendo la visita degli amici. Ma presto per un aggravamento della malattia fu ricoverato in ospedale, prima a Bra e poi, in novembre, alle Molinette di Torino, e gli venne diagnosticato un cancro ai bronchi. Ogni cura risultò inutile: in pochi mesi lo scrittore peggiorò irreversibilmente. Ormai senza speranza, Fenoglio rifiutò di effettuare la radioterapia al cobalto e visse la malattia con grande forza d'animo. Durante gli ultimi giorni fu costretto a comunicare con un foglietto poiché venne tracheotomizzato a causa dei problemi respiratori.
La morte lo colse, dopo due giorni di coma, la notte del 18 febbraio 1963, a neppure 41 anni (li avrebbe compiuti due settimane dopo).
 
Venne sepolto nel cimitero di Alba con rito civile, "senza fiori, soste né discorsi" (come chiese lui in un biglietto al fratello), con poche parole dette sulla tomba dal sacerdote don Natale Bussi, amico ed ex professore di liceo. Il suo romanzo più noto, Il partigiano Johnny, rimasto incompiuto, fu pubblicato postumo nel 1968, vincendo il Premio Città di Prato.
Nel 2001 è stato istituito a Mango il percorso letterario intitolato "Il paese del partigiano Johnny". Altri itinerari fenogliani sono stati istituiti, in seguito, a Murazzano e a San Benedetto Belbo, dove sono ambientati alcuni dei racconti di Langa più intensi e significativi.
Il 10 marzo 2005, all'Università di Torino, allo scrittore è stata conferita la "Laurea ad honorem" in Lettere alla memoria, alla presenza della moglie Luciana e della figlia Margherita, segno della fortuna in gran parte postuma della sua opera letteraria.

## Opere
- I ventitré giorni della città di Alba, Collana I gettoni n.11, Torino, Einaudi, 1952.
- La malora, Torino, Einaudi, 1954.
- Primavera di bellezza, Milano, Garzanti, 1959.
- Un giorno di fuoco, Milano, Garzanti, 1963 [contiene anche Una questione privata]; col titolo Un giorno di fuoco. Racconti del parentado, Torino, Einaudi, 1988-; Introduzione di Matteo Nucci, Collana ET Scrittori, Torino, Einaudi, 2023, ISBN 978-88-062-5816-0.
- Una questione privata, Milano, Garzanti, 1963.
- Il partigiano Johnny, Torino, Einaudi, 1968.
- La malora e altri racconti, Torino, Einaudi, 1968. [contiene: La malora, L'affare dell'anima, Pioggia e la sposa, I ventitré giorni della città di Alba]
- La paga del sabato, a cura di Maria Corti, Torino, Einaudi, 1969.
- Un Fenoglio alla prima guerra mondiale, a cura di Gino Rizzo, Torino, Einaudi, 1973.
- Racconti partigiani, a cura di Ernesto Ferrero, Torino, Einaudi, 1976.
- L'affare dell'anima e altri racconti, Torino, Einaudi, 1978.
- Una crociera agli antipodi, Torino, Stampatori, 1980; col titolo Una crociera agli antipodi e altri racconti fantastici, a cura di Luca Bufano, Collana L'Arcipelago, Torino, Einaudi, 2003, ISBN 978-88-061-6460-7.
- L'imboscata, a cura di Dante Isella, Torino, Einaudi, 1992, ISBN 88-06-13048-X.
- Appunti partigiani 1944-1945, a cura di Lorenzo Mondo, Torino, Einaudi, 1994, ISBN 88-06-13567-8.
- Diciotto racconti, Torino, Einaudi, 1995, ISBN 88-06-13835-9.
- Lettere, 1940-1962, a cura di Luca Bufano, Torino, Einaudi, 2002, ISBN 88-06-16265-9.
- Epigrammi, a cura di Gabriele Pedullà, Torino, Einaudi, 2005, ISBN 88-06-17670-6.
- Teatro, a cura di Elisabetta Brozzi, Torino, Einaudi, 2008, ISBN 978-88-06-19165-8. [contiene: La voce nella tempesta; Serenate a Bretton Oaks; Atto unico; Solitudine; Io sparo]
- Il libro di Johnny, a cura di Gabriele Pedullà, Collana Letture, Torino, Einaudi, 2015, ISBN 978-88-06-22543-8, pp.500.

### Raccolte
- Opere, edizione critica diretta da Maria Corti, 5 voll., Collana NUE, Torino, Einaudi, 1978.

I.1, Ur Partigiano Johnny, Collana NUE n.53*, Torino, Einaudi, 1978.
I.2, Il partigiano Johnny, Collana NUE n.53**, Torino, Einaudi, 1978.
I.3, Primavera di bellezza; Frammenti di romanzo; Una questione privata, Collana NUE n.53***, Torino, Einaudi, 1978.
II, Racconti della guerra civile; La paga del sabato; I ventitré giorni della città di Alba; La malora; Un giorno di fuoco, Collana NUE n.54, Torino, Einaudi, 1978.
III, Racconti sparsi editi e inediti; Quaderno Bonalumi; Diario; Testi teatrali; Progetto di sceneggiatura cinematografica; Favole, Collana NUE n.55, Torino, Einaudi, 1978.
- Romanzi e racconti, a cura di Dante Isella, Collezione Biblioteca della Pléiade, Torino, Einaudi-Gallimard, 1992, ISBN 88-446-0002-1; Nuova ed. accresciuta, Einaudi, 2001, ISBN 978-88-446-0080-8.
- Tutti i racconti, a cura di Luca Bufano, Torino, Einaudi, 2007, ISBN 978-88-06-18566-4.
- Tutti i romanzi, a cura di Gabriele Pedullà, Torino, Einaudi, 2012, ISBN 978-88-062-2819-4.

### Traduzioni
- Samuel Taylor Coleridge, La ballata del vecchio marinaio, 1955. - Prefazione di Claudio Gorlier, Collezione di poesia, Torino, 1964.
- Kenneth Grahame, Il vento nei salici, a cura di John Meddemmen, Torino, Einaudi, 1982.
- Quaderno di traduzioni, a cura di Mark Pietralunga, Torino, Einaudi, 2000. ISBN 88-06-14130-9. [versioni dall'inglese di Eliot, Coleridge, Masters, Browning]

## Premi e onorificenze
- Premio Prato - 1959
- Premio Alpi Apuane - 1962
- Premio Città di Prato - 1968

- intitolazione dell’istituto comprensivo scolastico “Beppe Fenoglio” di Bagnolo Piemonte (CN)